# Рес
Рес (грч. ρήσος) је био митски трачки краљ који се борио на страни Тројанаца у Илијади. Његов отац је речни бог Стримон а мајка муза, према једној верзији Еутерпа, према другој Калиопа. Према Хомеру његов отац је Ејонеја, а мајку Хомер не помиње. 
Рес је са оружјем и својим коњима ловио по Родопима, а дивље животиње су саме приступале његовом жртвенику. Рес је као велики јунак који је у последњој години тројанског рата, дошао са Трачанима наоружан златним оружјем и са коњима бељим од снега, да помогне краљу Пријаму. Међутим, у борбама са Хеленима, Рес је истог дана убијен, а његови остаци су враћени у родну Тракију где је сахрањен у пећини.
Постоји трагедија о Ресу која се приписује Еурипиду из Саламине, мада постоје индиције да је није он написао.
Ресов култ трачког хероја коњаника и подунавског јахача, преноси се из мита у средњи век, све до светог Ђорђа и Краљевића Марка. 